# Impronta Casa Editora
Impronta Casa Editora es una editorial independiente e imprenta ubicada en Guadalajara, Jalisco. Fundada en 2014, tiene su sede en el barrio de Mexicaltzingo.

## Historia
Impronta Casa Editora fue fundada en noviembre de 2014, con la idea de crear un proyecto que retomara procesos editoriales casi descartados por la industria del libro como las prensas, los linotipos y otras técnicas. Para ello rescataron de ser desechadas máquinas de impresión de los siglos XIX y XX para retomar la elaboración de libros y otros impresos con procesos más lentos y dedicados. Asimismo Impronta se ha convertido en un centro de reparación y de acopio de técnicas editoriales en desuso como forma de documentación y rescate de los procesos.
Su sede en el barrio de Mexicaltzingo es además un espacio cultural y un café.

## Publicaciones
La editorial cuenta con diversas colecciones: Primeras causas, Cuadernos de rescate, Serie Arte, Grieta, papeles insurrectos y una colección general que incluye a:
- Luigi Amara
- Carla Faesler
- Julieta García
- Verónica Gerber
- Sebastián Goyeneche
- Julián Herbert
- Kimberly Kruge
- Miguel Maldonado
- Jorge Méndez Blake
- Luis Palacios Kaim